# Panacela sobria
Panacela sobria är en fjärilsart som beskrevs av Walker 1855. Panacela sobria ingår i släktet Panacela och familjen Eupterotidae. Inga underarter finns listade i Catalogue of Life.